# Santa Rosa de Lima (Santa Catarina)
Santa Rosa de Lima, amtlich Município de Santa Rosa de Lima, ist ein Munizip im brasilianischen Bundesstaat Santa Catarina. Sie ist benannt nach der Heiligen Rosa von Lima.
Es ist bei einer Fläche von rund 203 km² – gemessen an der Bevölkerungszahl – mit 2065 (2010) eine kleine Gemeinde. Das statistische Bundesamt schätzte zum 1. Juli 2021 die Bevölkerungszahl auf 2151 Einwohner mit einer Bevölkerungsdichte von 10 Personen pro km². Sie werden Santarrosenser oder Rosa-limenser genannt. Die Entfernung zur Hauptstadt Florianópolis beträgt 120 km.

## Geographie
Der Ort liegt beidseitig in einer Flussschleife des Rio Braço do Norte, die Ortsteile sind durch eine Brücke verbunden. Umliegende Orte sind Rio Fortuna, Anitápolis, São Martinho, São Bonifácio und Urubici. Durch Santa Rosa de Lima führt die Landstraße SC-108.
Das Biom ist Mata Atlântica.
Das schmale Gemeindegebiet liegt in der Region Encostas da Serra Geral zwischen dem Parque Nacional de São Joaquim und dem Parque Estadual da Serra do Tabuleiro und bildet hier einen Wildtierkorridor (portugiesisch corredor ecológico).

### Klima
Die Gemeinde  hat tropisches, gemäßigt warmes  Klima, Cfa nach der Klimaklassifikation nach Köppen und Geiger. Die Durchschnittstemperatur ist 18,1 °C. Die durchschnittliche Niederschlagsmenge liegt bei 1882 mm im Jahr.

## Geschichte
Die Gemeinde erhielt die Stadtrechte durch das Dekret Nr. 1551 zum 30. Mai 1962.

## Kommunalverwaltung
Stadtpräfekt ist seit der Kommunalwahl 2016 zunächst für die Amtszeit 2017 bis 2020 Salesio Wiemes des Partido dos Trabalhadores (PT). Er wurde bei der Kommunalwahl 2020 für die Amtszeit von 2021 bis 2024 wiedergewählt.

## Kultur
Da über 90 % der Einwohner Deutschbrasilianer sind, findet neben Portugiesisch insbesondere bei der älteren Bevölkerung Deutsch als Umgangssprache Verwendung. Dies findet unter anderem darin seinen Ausdruck, dass das alle zwei Jahre im Mai stattfindende Gemeindefest den Namen Gemüsefest trägt.

## Wirtschaft
In Santa Rosa de Lima gibt es Anstrengungen, die ökologische Landwirtschaft auszubauen, ebenso gibt es Bestrebungen für Agrotourismus.